# Vaejovidae
I Vaejovidae sono una famiglia di Scorpiones, comprendente 22 generi e circa 190 specie, distribuite tra l'America Centrale e Settentrionale.